# Pimplaetus crassigenus
Pimplaetus crassigenus är en stekelart som först beskrevs av Tohru Uchida 1928.  Pimplaetus crassigenus ingår i släktet Pimplaetus och familjen brokparasitsteklar. Inga underarter finns listade i Catalogue of Life.